# Jean Chaland
Pour les articles homonymes, voir Chaland.
Jean Marie Just Louis Chaland (né le 8 septembre 1881 à Saint-Chamond, mort le 23 janvier 1973 à Orange) est un joueur professionnel français de hockey sur glace.
Il est avocat de profession à Orange.

## Carrière
Jean Chaland fait toute sa carrière au Chamonix Hockey Club,.
Il est dans l'équipe de France aux Jeux olympiques de 1920 à Anvers.